# Prueba de Aptitud Académica
 La Prueba de Aptitud Académica (PAA) fue una prueba usada en Chile, entre 1966 y 2002, por las universidades para ordenar y uniformar el proceso de selección y matrícula en la educación superior.

## Historia
Desde 1843 hasta 1967 los sistemas de selección de ingreso a las universidades consistían de exámenes escritos y orales ante comisiones de la institución respectiva, siendo principal el de la Universidad de Chile. Los criterios de contenidos y puntaje no eran comunes. Además interferían la no uniformidad en la corrección de los exámenes de parte de los examinadores y un factor aleatorio en los resultados en cuanto a la elección de parte del estudiante de los temas a contestar. Cada universidad, además del bachillerato, podía exigir otros criterios y exámenes adicionales de ingreso.
Sin embargo, la masificación de la educación media hacía necesario tener un sistema uniforme y único. También se tenía en cuenta una serie de estudios (principalmente Grassau, 1956) que indicaban una baja relación predictiva entre el puntaje del bachillerato y el rendimiento y permanencia académica en la universidad. La PAA y las PCE (Prueba de Conocimientos Específicos) fueron creadas para reemplazar los bachilleratos en Humanidades de la Universidad de Chile, y el bachillerato Industrial de la UTE, así como los creados por Universidad Católica de Chile y de la Universidad Católica de Valparaíso. La necesidad de implementar un examen nacional de ingreso a la educación superior fue planteada por primera vez por la Universidad de Chile el 13 de julio de 1964.
Se aplicó por primera vez el año 1967 y por última vez el año 2002. La PAA iba a ser reemplazada por la prueba SIES, pero como no estaba lista aún, transitoriamente se reemplazó por la Prueba de Selección Universitaria (PSU).[cita requerida]

## Modalidad
La creación de la PAA como instrumento de selección correspondió al Departamento de Evaluación, Medición y Registro Educacional (DEMRE) de la Universidad de Chile, esta última también tiene la propiedad intelectual de la PAA. Las bases están el estudio efectuado por Erika Grassau (1966) sobre una aplicación experimental realizada por la Universidad de Chile para el ingreso a los Colegios Universitarios Regionales entre 1963-1966. 
LA PAA se componían de dos secciones, de carácter obligatorio su rendición:
- Prueba de Aptitud Verbal (75 preguntas; 2 h)
- Prueba de Aptitud Matemáticas (60 preguntas; 1:45 h)

El resultado de estas dos partes conformaba el puntaje de la PAA.
Hasta 1994, la Prueba de Aptitud Verbal comprendía 90 preguntas en un tiempo de 2 horas y 15 minutos. A partir de 1995 y hasta su última aplicación se redujo el número de preguntas y se aumentó el tiempo promedio por pregunta.
También se rendía las siguientes pruebas de conocimientos específicos (PCE), que dependía su rendición de los requisitos de cada universidad y carrera. Inicialmente aplicadas entre 1967-1971, en 1975 se reimplanta como optativa.
- PCE de Matemáticas (50 preguntas; 2:30 h)
- PCE de Biología (50 preguntas; 2 h)
- PCE de Química (40 preguntas; 1:45 h)
- PCE de Física (40 preguntas; 1:45 h)
- PCE de Ciencias Sociales (60 preguntas; 1:45 h)
- PCE de Historia y Geografía de Chile (60 preguntas; 1:30 h) (creada en 1983, de rendición obligatoria a partir de 1984)

El requisito para rendir la PAA y las PCE era haber egresado de la educación media. Para el puntaje final de la PAA y de las PCE en primer lugar se efectúa una corrección del puntaje para evitar el azar (por cada 4 respuestas incorrectas se descuentan una respuesta correcta), luego se convierten los puntajes a una escala arbitraria, pero que sigue una distribución normal. Los puntajes finales tiene un rango aproximado entre 200 y 800 puntos, con una media de 500 y una desviación estándar de 100. Los puntajes obtenidos en diferentes años no eran fácilmente comparables entre sí.

## El proceso de selección único
La PAA nació como una forma de uniformar y aunar criterios comunes en la selección de ingreso a la educación superior. Para ello cada centro de educación superior definía los puntajes mínimos de la PAA para ingresar para carreras específicas o la totalidad de centro educacional.
El puntaje de selección final se hacía por medio de una ponderación entre los puntajes de puntaje de la PAA, la PCE de Historia y Geografía de Chile, el promedio de notas de la educación media y los puntajes PCE cuando correspondía. Se procedía a ordenar de mayor a menor a los postulantes estableciéndose el corte de la lista cuando se completara los cupos ofrecidos.

## Ventajas y desventajas
La formulación de la PAA era medir aptitudes o habilidades. De esta forma, los alumnos que no pudieron tener una educación media adecuada, aún podían obtener teóricamente altos puntajes dependiendo de su capacidad. Idealmente, la PAA solo medía las materias que se enseñaban hasta octavo año básico, pero por lo general tomaba la curricula de la Educación Media como base. Además, las pruebas de conocimientos específicos, que se usaban para ingresar a ciertas carreras exigían conocimientos de las materias vistas en la educación media.